# Amazona frontgroga
L'amazona frontgroga o lloro de corona groga, lloro de cap groc o lloro reial (Amazona ochrocephala) és una espècie d'ocell de la família dels psitàcids amplament emprat com a ocell de gàbia.

## Morfologia
- Fa una llargària de 33 – 38 cm.[3]
- És un lloro verd, de cua curta, com tots els del gènere Amazona. Capell groc que varia en extensió en funció de la subespècie.
- Anell ocular blanc i bec fosc amb una taca vermellosa a la mandíbula superior, en la major part de les subespècies.[4]
- Sense dimorfisme sexual evident.

## Distribució i hàbitat
Habita la selva, sabana, bosc i terres de conreu des de Panamà, nord de Colòmbia, Veneçuela, Trinitat i Guaiana, est de l'Equador i del Perú, nord de Bolívia i Amazònia i nord del Brasil. Emprat profusament com ocell de gàbia, ha fugit a la natura en diferents països, com ara a Catalunya.

## Llista de subespècies
S'han descrit quatre subespècies.
- Amazona ochrocephala nattereri (Finsch, 1865). La zona groga al cap es limita al capell. Des del sud de Colòmbia fins a l'est de l'Equador i de Perú, nord de Bolívia i oest de Brasil.
- Amazona ochrocephala ochrocephala (Gmelin) 1788. Des de l'est de Colòmbia, a través de Veneçuela, Trinitat i Guaiana fins al nord de Brasil.
- Amazona ochrocephala panamensis (Cabanis) 1874. La zona groga al cap està limitada al capell. El bec és color banya. Panamà i Oest de Colòmbia.
- Amazona ochrocephala xantholaema Berlepsch 1913. La major part del cap és groc. Illa Marajó, al nord de Brasil.